# Nikita Khrusxov
  Nikita Khrusxov  (rus: Никита Сергеевич Хрущёв)  (Kalínovka, 3 d'abril de 1894 (Julià) - Moscou, 11 de setembre de 1971), nom complet amb patronímic Nikita Serguéievitx Khrusxov, fou el líder de la Unió Soviètica després de la mort de Ióssif Stalin. Va ser el secretari general del Partit Comunista de la Unió Soviètica de 1953 a 1964 i primer ministre de la Unió Soviètica de 1958 a 1964. Va ser tret del poder pels membres del partit el 1964 i reemplaçat per Leonid Bréjnev. Va passar els set darrers anys de la seva vida sota l'estreta supervisió del KGB.
És famós per la seva analogia del "nus de guerra", dirigida cap al president John F. Kennedy durant la Crisi dels míssils de Cuba: "Sr. President, nosaltres i vostè no hauríem d'estirar dels extrems de la corda a la qual vostè ha fet el nus de guerra, perquè com més fort estirem, el nus més s'estrenyerà."

## Biografia
Nikita Khrusxov neix al poble de Kalínovka, gubèrnia de Kursk, Imperi Rus, ara ocupat per l'actual óblast de Kursk a Rússia. El seu pare era el miner Serguei Nikanórovitx Khrusxov (Сергей Никанорович Хрущёв), la seva mare, Ksénia Ivànovna Khrusxova (Ксения Ивановна Хрущёва), i tenia una germana Irina. El 1908, la seva família es va mudar al Donbàs (regió industrial i minera de la conca del Donets o Síverskyi Donets), a la ciutat de Iuzovka o Iuzivka, actualment Donetsk, Ucraïna, on va començar a treballar. Encara que era força intel·ligent, només va rebre dos anys d'escola i probablement no assolí l'ensenyament definitiu fins a l'edat d'entre 20 i 30 anys.
Es va preparar i treballà com a fuster en diverses fàbriques i mines. Durant la Primera Guerra Mundial, Khrusxov es veia implicat en activitats sindicals i, després de la revolució bolxevic del 1917, lluità a l'Exèrcit Roig. Es convertia en un membre del Partit el 1918 i treballà a diversos càrrecs de gestió del Partit a Donbàs i Kíev.
El 1931, Khrusxov es traslladava a Moscou i, el 1935, es convertia en el primer secretari del Comitè de la ciutat de Moscou (Moscou Gorkom) de VKP(b). El 1938, es convertia en el primer secretari del Comitè Central del Partit Comunista Ucraïnès.
Al començament de 1934, Khrusxov era membre del Comitè Central del Partit Comunista de la Unió Soviètica, i fou membre del Politburó des de 1939.

## II Guerra Mundial
Al Front Oriental de la Segona Guerra Mundial, Khrusxov servia com un zampolit (oficial polític) amb l'equivalent al grau militar de tinent general. Els mesos posteriors a la invasió alemanya, el 1941, Khrusxov, com a líder del partit local, estava coordinant la defensa d'Ucraïna, però es retirà a Moscou després de perdre Kíev. Més tard, va ser comissari polític a la batalla de Stalingrad i era l'oficial polític superior al sud de la Unió Soviètica durant la guerra.

## Arribada al poder
Després de la mort de Stalin el març de 1953, hi havia una lluita de poder entre faccions diferents dins del partit. Inicialment Lavrenti Béria tenia un poder fàctic pel fet de controlar el Ministeri d'Afers Interns i Seguretat Estatal. Tement que Béria els acabaria eliminant, Gueorgui Malenkov, Lazar Kaganóvitx, Viatxeslav Mólotov, Nikolai Bulganin i alguns altres es varen unir sota Khrusxov per denunciar a Béria i treure'l del poder. Amb Béria empresonat esperant execució (que seria al desembre), Malenkov era l'hereu aparent. Khrusxov no era tan poderós com es tornaria després de la seva promoció. Pocs dels membres superiors del Comitè Central veien l'ambició que s'amagava dins seu. Es convertí en líder del partit el 7 de setembre d'aquell any, i finalment se situà per sobre dels seus rivals, el lideratge de Khrusxov marcava una transició crucial per a la Unió Soviètica. Va perseguir un conjunt de reformes i va impressionar els delegats del 20è Congrés del Partit el 25 de febrer de 1956 fent famós el seu Discurs Secret que denunciava el culte a la personalitat que envoltava Stalin, encara que ell mateix no s'havia quedat curt conreant-lo, i acusava Stalin dels delictes comesos durant les grans purgues. Això realment alineava Khrusxov com un dels elements més conservadors del Partit, però aconseguia derrotar el que descrivia com el Grup Antipartit després que fallessin en un intent de destituir-lo del lideratge el 1957.
El 1958, Khrusxov reemplaçava Bulganin com a primer ministre i s'establia com el líder indiscutible tant de l'Estat com del partit. Es convertia en el Primer Ministre de la Unió Soviètica el 27 de març de 1958. Khrusxov promovia la reforma del sistema soviètic i començava a posar èmfasi en la producció de béns de consum més que en la indústria pesant. El 1959 fou guardonat amb el Premi Lenin de la Pau entre els pobles.
El 1959, durant un viatge de Richard Nixon a la Unió Soviètica, va participar en el que més tard es coneixeria com el "debat de la cuina". Khrusxov corresponia a la visita aquell setembre, passant tretze dies als Estats Units. La seva nova actitud cap a Occident com a rival en comptes de com una entitat dolenta, alienava la Xina de Mao Zedong. La Unió Soviètica i la República Popular de la Xina, també, es veurien implicades més tard en una "guerra freda" similar provocada per la ruptura Sinosoviètica el 1960.
El 1961, Khrusxov aprovava els plans proposats per Walter Ulbricht, líder de la República Democràtica Alemanya, per construir el Mur de Berlín, i reforçava així la divisió per la Guerra freda entre Alemanya i la resta d'Europa.

## Personalitat
Khrusxov era vist pels seus enemics polítics a la Unió Soviètica com tosc, amb reputació d'interrompre els que parlaven per tal d'insultar-los. El Politburó el va acusar de «mentalitat de llebre», referint-se a les seves erràtiques polítiques. Regularment humiliava la nomenklatura, l'elit governant soviètica, amb les seves ficades de pota. Una vegada titllà Mao, que estava enfrontat amb Khrusxov des de la denúncia de Stalin al Congrés de 1956, de «bota vella». En mandarí, la paraula «bota» s'utilitza regularment per descriure una dona prostituïda o immoral. El líder soviètic també és famós per condemnar el seu homòleg búlgar, fent uns quants comentaris xenòfobs sobre els búlgars.
Les espifiades de Khrusxov eren parcialment el resultat de la seva educació formal limitada. Encara que intel·ligent, com els seus enemics polítics també admetien després que els hagués derrotat, i naturalment sagaç, li faltava el coneixement i comprensió del món més enllà de la seva experiència directa i es demostraria sovint fàcil de manipular per venedors pseudocientífics que sabien com atreure la seva vanitat i prejudicis. Per exemple, era un seguidor de Trofim Lissenko fins i tot després dels anys de Stalin i estava convençut que les crisis agrícoles de la Unió Soviètica es podrien resoldre amb plantacions de blat de moro en igual escala que als Estats Units, sense adonar-se que les diferències de clima i terra ho feien impossible.

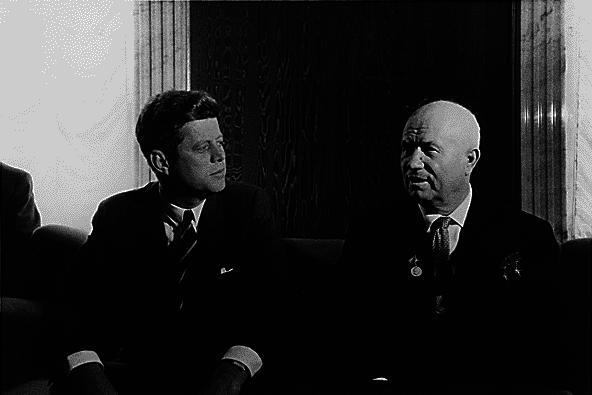
Khrusxov amb Kennedy a Viena, 1961.

Khrusxov va interrompre repetidament les ponències de l'Assemblea General de les Nacions Unides el setembre-octubre de 1960 picant amb els punys a l'escriptori i cridant en rus. El 29 de setembre de 1960, Khrusxov interrompia dues vegades un discurs del primer ministre britànic Harold Macmillan cridant i picant al seu escriptori. És famós el comentari de l'impertorbable Macmillan fet a Frederick Boland, el president de l'Assemblea (Irlanda), "si el Sr. Khrusxov desitja continuar, puc traduir-lo".
A les Nacions Unides, dues setmanes més tard, en un dels moments més surrealistes en la història de la Guerra freda, el primer ministre agitava la seva sabata i colpejava el seu escriptori. Durant un debat sobre una resolució russa que condemnava el colonialisme, es va enfurismar per una declaració, expressada des de la tribuna de Lorenzo Sumulong. El delegat filipí havia declarat que els soviètics empraven una doble moral, assenyalant la seva dominació d'Europa de l'est com a exemple del mateix tipus de colonialisme que la seva resolució criticava. Khrusxov llavors es va treure la seva sabata dreta, es va posar dret, brandant-la al delegat filipí a l'altre costat de la sala. Khrusxov enfurismat acusava Sumulong d'ésser "kholui i stàvlennik imperializma", que es va traduir com "imbècil, serf de l'imperialisme". La caòtica escena acabà finalment quan el president de l'Assemblea General, Frederick Boland, trencava la seva maça convocant a l'ordre els representants.

## Retirada del suport
Els rivals de Khrusxov en el partit el deposen a la reunió del Comitè Central del PCUS el 14 d'octubre de 1964. La seva destitució va ser en gran part demanada pel seu comportament erràtic i rondinaire, que era vist com a vergonyant a l'escenari internacional. El Partit Comunista acusà posteriorment Khrusxov de cometre errors polítics, com la mala gestió el 1962 de la crisi dels míssils de Cuba i desorganitzar l'economia soviètica, especialment en el sector agrícola.
Després que el fessin fora, Khrusxov va estar set anys sota arrest domiciliari. Moria a casa seva a Moscou l'11 de setembre de 1971 i està enterrat en el cementiri de Novodévitxi a Moscou.

### Accions polítiques clau
- En el seu Discurs Secret, Khrusxov denuncia Stalin pel seu culte a la personalitat i el seu règim per «la violació de normes leninistes de legalitat», començant el que es coneix com el «desglaç de Khrusxov», període de final dels anys 1950 en què la repressió i la censura arribà al seu nivell mínim.
- Dissol el Kominform i es reconcilia amb Josip Broz Tito, i posa fi així al trencament de trencament soviètic-iugoslau conegut com a Informbiro.
- Estableix el Pacte de Varsòvia el 1955 en resposta a la formació de l'OTAN.
- Ordena la intervenció militar soviètica de 1956 a Hongria (vegeu també Revolució Hongaresa de 1956).
- Cedeix Crimea a Ucraïna el 1955.
- Proporciona suport a Egipte contra Occident durant la crisi de Suez de 1956.
- Promou la doctrina de «Coexistència pacífica» en la política exterior, acompanyada per l'eslògan «atrapar Occident i avançar-lo» en la política interna.
- Provoca la ruptura sinosoviètica per converses amb els EUA i per negar-se a donar suport al programa nuclear xinès.
- Inicia el programa espacial soviètic, que llança l'Spútnik i Iuri Gagarin, i entra de cap a la cursa espacial. Participa en negociacions amb el president dels EUA John F. Kennedy per a un programa conjunt per arribar a la lluna, però l'assassinat de Kennedy el 1963 les frustra.
- Anul·la una cimera sobre la crisi per l'incident de l'U-2.
- Trobada amb Richard Nixon a Iowa.
- Inicia el desplegament de míssils nuclears a Cuba, que portarà a la crisi dels míssils de Cuba.
- Aprova la construcció del mur de Berlín el 1961, després que Occident ignorés el seu ultimàtum perquè Berlín occidental fos una «ciutat lliure» neutral i desmilitaritzada.
- Campanya antireligiosa a l'URSS (1958–1964)

### Accions econòmiques clau
- Segona onada de reclamació de terres verges i abandonades.
- Introducció de sovnarkhozes (Consells d'Economia del Poble), organitzacions regionals, en un intent de combatre la centralització i departamentalisme dels ministeris.
- Reorganització d'agricultura, amb preferència per les sovkhozes (granges estatals), i la introducció intensiva de blat de moro (fet amb què es guanya el sobrenom de kukurúznik, "l'entusiasta del blat de moro").
- Atenció a la crisi de l'habitatge amb la construcció de milions d'apartaments amb una configuració simple, batejats com a khrusxovkes.
- Creà un sou mínim el 1956.
- Reconversió del ruble soviètic de 10:1 el 1961.

## Llegat
En el costat positiu, se l'admirava per la seva eficiència i per mantenir una economia que, durant els anys 1950 i 1960, tenia taxes de creixement més altes que la majoria dels països occidentals, contrastats amb l'estancament que començaria amb els seus successors. És també cèlebre per les seves polítiques de liberalització, els resultats de les quals aportarien l'exoneració de sentències polítiques. Amb el programa d'amnistia de Khrusxov, els anteriors presos polítics i els seus parents podrien ara viure una vida normal.
Les seves polítiques també augmentaven la importància del consumidor, Khrusxov abocà més recursos en la producció de béns de consum i habitatge en detriment de la indústria pesant, fet que precipità una pujada ràpida del nivell de vida.
Les arts també es beneficien d'aquest ambient de liberalització, i obres com Un dia d'Ivan Deníssovitx d'Aleksandr Soljenitsin crearen una actitud de dissentir que s'intensificaria durant el període de Kossiguin-Bréjnev.
També va permetre a l'Europa de l'Est tenir una major llibertat d'acció en els seus afers domèstics i externs, sense la intervenció de la Unió Soviètica.
La seva desestalinització provocà un impacte enorme en els joves comunistes. Khrusxov animava altres líders comunistes liberals a reemplaçar la línia dura estalinista per tot el bloc oriental. Alexander Dubček, que seria el líder de Txecoslovàquia el gener de 1968, accelerà el procés de liberalització al seu propi país amb el seu programa, Primavera de Praga. Mikhaïl Gorbatxov, que es convertiria en el líder de la Unió Soviètica el 1985, estava inspirat d'aquest període i es va fer evident amb les seves polítiques de glasnost i perestroika. Khrusxov és citat a vegades com "l'últim gran reformista" entre els líders soviètics anteriors a Gorbatxov. En el costat negatiu, se'l critica per les seves mesures cruels en la Revolució Hongaresa de 1956, malgrat el fet que ell i Júkov varen estar en contra de la intervenció fins a la declaració de retirada del Pacte de Varsòvia, i també per animar les autoritats d'Alemanya Oriental a aixecar el Mur de Berlín l'agost de 1961. També tenia habilitats diplomàtiques molt pobres, que a Occident li donaren la reputació de ser un camperol mal educat i salvatge, i fou vist al seu propi país com un pallasso irresponsable. També havia reprès persecucions contra l'Església ortodoxa russa, prometent públicament que pel 1980 "us mostraré l'últim sacerdot!".
Els seus mètodes d'administració, encara que eficaços, també se sabia que eren erràtics des que amenaçà de dissoldre un gran nombre d'agències de l'era estalinista. Va fer una jugada perillosa el 1962 sobre Cuba, que gairebé provoca una Tercera Guerra Mundial. L'agricultura amb prou feines mantenia el creixement demogràfic, en barrejar-se bones i males collites, i culminant amb un fam canina el 1963 provocada per la climatologia. Tot això feia malbé el seu prestigi després de 1962 i era prou perquè el Comitè Central, la base crítica del suport a Khrusxov, prengués l'acció contra ell. Utilitzarien el seu home de confiança Leonid Bréjnev per donar un cop incruent.
A causa dels resultats de les seves polítiques, així com l'actitud cada vegada més regressiva dels seus successors, es tornava més popular després que deixés el poder, cosa que portaria molts dissidents a veure la seva era amb nostàlgia mentre els seus successors començaven a desacreditar o alentir les seves reformes.

## Altra informació
Com que passava molt temps treballant a Ucraïna, Khrusxov donava la impressió de ser ucraïnès. Donava suport a aquesta imatge, fent servir roba tradicional ucraïnesa com ara les camises típiques.
A causa de diverses reformes de l'ortografia russa, la lletra ё (transcrit al català com a "io", a vegades escurçat a "o"), és sovint escrita sense la dièresi, que la fa semblar igual que la lletra е (transcrit al català com a "e" o "ie"), causant confusió entre els no-natius. Per això Khrusxev és la transliteració habitual, tot i que la transcripció correcta en català és Khrusxov.
El fill més gran de Khrusxov, Leonid, va morir el 1943 al Front Oriental de la Segona Guerra Mundial. El seu fill més jove Serguei emigrat als Estats Units, és ara un ciutadà americà i professor a la Brown University i a l'Institut Watson per a Estudis Internacionals. Sovint parla a les audiències americanes per compartir les seves memòries de l'"altre" costat de la Guerra Freda.
La primera esposa de Khrusxov, Iefrossínia, va morir el 1921 de fam i esgotament després de la Guerra Civil Russa; era la mare de Leonid i Iúlia. La seva segona esposa era Nina Petrovna Kukhartxuk (morta el 1984), amb qui es va casar el 1924; a més de Serguei, tenien dues filles, Rada i Lena.

## En la ficció
- El videojoc Metal Gear Solid 3: Snake Eater mostra Khrusxov just abans de d'haver estat fet fora per Bréjnev, que demana que els Estats Units demostrin que no tenien res a veure amb una explosió nuclear provocada per l'antagonista principal del joc, Volguin, o ell es veurà forçat a emprendre accions militars contra els Estats Units. Volguin és un membre de la facció de Bréjnev que vol canviar Khrusxov per Bréjnev.
- El 2001 la pel·lícula Enemic a les portes, una dramatització de la batalla de Stalingrad, Khrusxov és interpretat per l'actor britànic Bob Hoskins. El seu cognom apareix com Khrusxov en els crèdits de tancament.
- És esmentat a les cançons:

We Didn't Start the Fire, de Billy Joel.
Killer Queen, de Queen.
Russians, de Sting.
El títol de la cançó When Shrimps Learn to Whistle, de Leo Kottke, està inspirat en unes declaracions de Khrusxov.